# Casa y jardín japonés Shofuso
La Casa y jardín japonés Shofuso ( en inglés: Japanese House and Garden Shofuso donde la palabra japonesa Shofuso significa Villa de la brisa del pino, también conocido simplemente como Japanese House and Garden), es una casa japonesa y jardín japonés del estilo tradicional del siglo XVII y jardín botánico de 10.93 hectáreas (27 acres) de extensión en el oeste del Fairmount Park, sede de la Centennial Exposition de 1876, en Filadelfia, Estados Unidos.
Shofuso fue construido en 1954 como un regalo de Japón a los ciudadanos estadounidenses, para simbolizar la paz y la amistad de la posguerra entre los dos países. El edificio se construyó utilizando técnicas tradicionales japonesas y materiales importados de Japón, y fue exhibida originalmente en el patio del Museo de Arte Moderno (MoMA) de Nueva York. Después de dos años, se trasladó a Filadelfia y reconstruida en 1958.
En 1976, se llevó a cabo una importante restauración por un grupo de artesanos japoneses en preparación para la celebración del bicentenario de los Estados Unidos. En 2007, el artista internacionalmente aclamado Hiroshi Senju donó veinte murales de cascadas que crean una combinación elegante de la pintura contemporánea japonesa en la arquitectura tradicional, con sesenta años de pátina. Shofuso se ha mantenido y es operado por la organización sin fines de lucro, "Friends of the Japanese House & Garden" (los Amigos de la Casa y Jardín japonés) desde 1982.

## Localización
Japanese House and Garden Shofuso Horticultural and Lansdowne Drs., West Fairmount Park Philadelphia, Philadelphia county, Pensilvania, United States of America-Estados Unidos de América.
Planos y vistas satelitales.40°03′06″N 75°10′08″O / 40.05167, -75.16889
Se encuentra abierto a diario y la entrada es gratuita.

## Historia
El museo de arte contemporáneo de Nueva York MoMA inició su serie de exposiciones con la temática "House in the Garden" (Casa en el jardín) en el patio del Museo en 1949. El director de arquitectura Philip Johnson y el comisario Arthur Drexler reconocieron la correspondencia entre el "modernismo" en la casa occidental y la arquitectura tradicional japonesa y propusieron la construcción de una casa japonesa, como la tercera exposición de la serie.
John D. Rockefeller III, entonces el presidente de la Japan Society (Nueva York), y el comisario del MoMA Arthur Drexler visitaron Japón en febrero de 1953 para reunirse con los líderes empresariales de Japón y solicitar su apoyo al proyecto. La Japan-America Society (JAS) aceptó patrocinar el proyecto, y declaró que la casa japonesa debía ser donada por el Japón como un regalo al pueblo de Estados Unidos con el fin de promover el intercambio cultural. Patrocinado por tanto en el sector privado y el gobierno, el JAS recaudó un total de ¥ 18,5 millones (51.000 dólares al tipo de cambio de ¥ 360 / $ en 1953) a partir de 270 empresas y donantes individuales. La Agencia Nacional de Silvicultura de Japón concedió un permiso especial para obtener la madera, en particular "hinoki" madera de ciprés de la que había escasez de suministro.
Fue creado un comité arquitectónico especial del Rockefeller que recomendó para la exhibición una casa del siglo XVII de estilo shoin-zukuri la cual representa más típicamente la arquitectura tradicional japonesa. El Comité eligió por unanimidad a Junzo Yoshimura para el diseño de la casa. Yoshimura había trabajado durante 9 años en Tokio con el arquitecto americano de origen checo, Antonin Raymond y en 1940 pasó un año en el taller de Raymond en New Hope Pensilvania. Heizaemon Ito de la 11.ª generación de maestros carpinteros, fue elegido para supervisar la construcción. La familia Ito habían sido maestros carpinteros del señor Tokugawa desde el siglo XVII.

## Exhibición en el MoMA
El pre-ensamblaje de la casa comenzó en enero de 1953 en el taller de Ito en Nagoya, y se completó un año después, con el método tradicional japonés de la construcción, lo que minimiza el uso de clavos estructurales, empleando diferentes carpinterías mediante el uso de herramientas de mano. La casa fue desmontada y enviada luego a Nueva York. El equipo de montaje dirigido por el arquitecto Yoshimura llegó a Nueva York en marzo de 1954 y terminó la construcción a mediados de junio, con la ayuda de un grupo de carpinteros hawaianos Nisei.
La ceremonia inaugural se celebró el 17 de junio de 1954 y Shofuso se abrió al público el 19 de junio. El primer ministro japonés Shigeru Yoshida visitó Shofuso en noviembre de 1954, acompañado por John D. y Blanchette Rockefeller. El público estadounidense quedó impresionado con la belleza de la madera natural, su diseño interior simple, y un plan flexible. La exposición fue clausurada el 16 de octubre de 1955, después de atraer a casi un cuarto de millón de visitantes en dos temporadas, con un número de visitantes aproximadamente tres veces más numerosos que en las dos anteriores exposiciones de Casas y jardín del MoMA (una casa de 1949 por el arquitecto Marcel Breuer y una casa de 1950 por el arquitecto Gregory Ain).

## Relocalización en Filadelfia

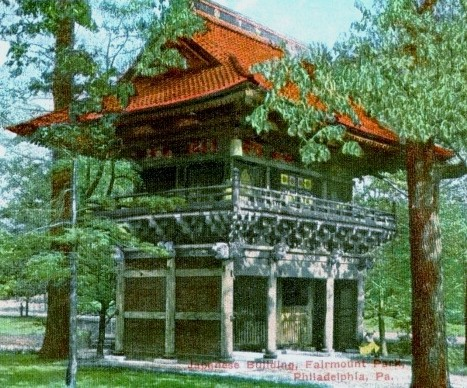
Puerta del templo Nio-Mon.

El MoMA recibió una serie de consultas sobre la posibilidad de una exposición permanente de Shofuso. La decisión final fue la de ofrecer Shofuso como un regalo a la Comisión del Fairmount Park de Filadelfia, una decisión probablemente inspirada por la presencia del Jardín Japonés en el parque. La "Puerta del Templo Nio-mon", también conocida como la "Pagoda japonesa", estuvo desde 1908 hasta 1955 en la ubicación actual de Shofuso. La puerta se exhibió inicialmente en la Louisiana Purchase Exposition en 1904 en Sant Louis y se trasladó a Filadelfia en 1908. Fue diseñada con el jardín japonés y el estanque de Lotos en 1909 financiado por John T. Morris. Un incendio destruyó completamente la puerta del templo en la tarde del 6 de mayo de 1955, y por lo tanto, como lo quiso el destino, era el lugar ideal para Shofuso. En 1958, el carpintero, Okumura, y el jardinero, Sano, que había construido Shofuso en el MoMA, regresaron de Japón para reconstruir Shofuso en el nuevo sitio. La configuración actual de Shofuso se abrió al público el 19 de octubre de 1958
Con el paso de los años, Shofuso cayó en un estado de abandono por falta de mantenimiento. En 1975, el alcalde de Filadelfia Frank Rizzo entró en contacto con el Consulado General de Japón en Nueva York para preguntar sobre la posibilidad de restaurar Shofuso para la Celebración del Bicentenario 1976. La asociación Japan-America Society planteó ¥ 55,000,000 ($ 180 miles de euros al tipo de cambio de ¥ 308 / $) para financiar una completa restauración de la casa y el jardín, en junio de 1976. Con el fin de continuar la preservación y el mantenimiento de Shofuso, se creó una organización sin fines de lucro, "Friends of the Japanese House & Garden" (los Amigos de la Casa y Jardín japonés) en febrero de 1982.

## Donación del mural de Senju

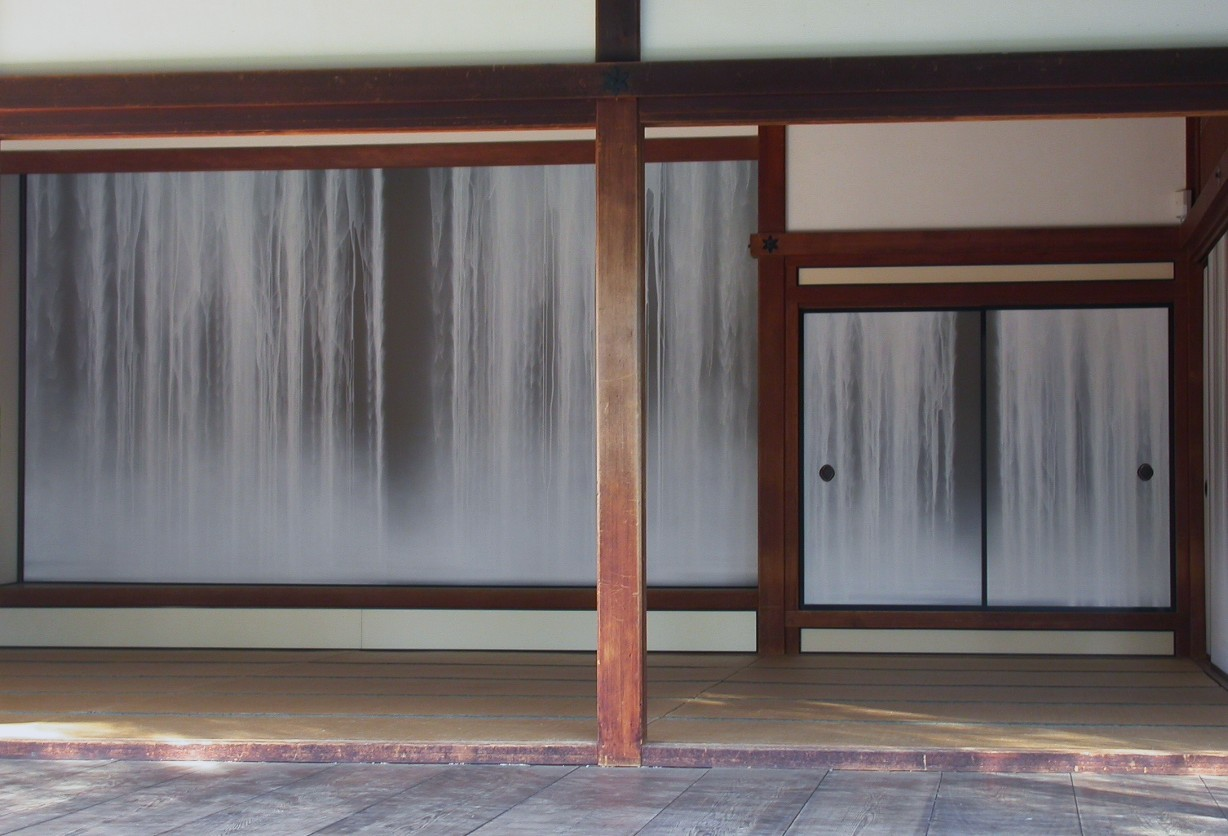
Cortina de agua obra de Hiroshi Senju

El "tokonoma" alcoba y "fusuma" puertas correderas de Shofuso en el MoMA estaban decoradas con murales pintados con tinta negra por Kaii Higashiyama. Todos fueron destruidos por el vandalismo. En 2003, el pintor japonés de renombre internacional, Hiroshi Senju se ofreció a donar veinte murales para Shofuso. Para estos murales, Senju eligió su tema favorito, cascada en el "color Shofuso", que fue creado por la mezcla de los colores extraídos de los elementos de la casa y el jardín en un papel de morera que había sido especialmente fabricado por un maestro fabricante de papel.
Shofuso es el primer y único lugar en los Estados Unidos en albergar una combinación de arte contemporáneo japonés en el fondo de la arquitectura tradicional japonesa. La ciudad de Filadelfia fue sede de la ceremonia de inauguración de los murales de Senju el 27 de abril de 2007. El alcalde John Street emitió una proclama nombrando oficialmente el 27 de abril como el “Senju Day”.

## La arquitectura de Shofuso
Shofuso fue modelado según la casa de huéspedes de Kojo-in, un subtemplo del templo Onjo-ji en la ciudad Otsu, construido en 1601. La casa de huéspedes en Kojo-in tenía todos los cuatro componentes principales de la arquitectura"shoin-zukuri"; (1) mesa adjunta, (2) estante tambaleante, (3) alcoba toko-no-ma, y (4 ) Chodai-gamae (incorporado en la puerta ornamental). Fue construido siguiendo el conjunto de normas que determinan las proporciones de cada elemento del edificio. Siguiendo estas pautas, los carpinteros y constructores podrían lograr una armonía arquitectónica global. El arquitecto Yoshimura modificó el diseño de Kojo-in para encajarlo en el patio del Museo de Arte Moderno y añadió una cocina, baño y casa de té para crear una casa funcional. No creó ni una réplica de Kojo-in, ni un edificio original pero con un diseño que ayude a la opinión pública estadounidense a entender la arquitectura tradicional japonesa. La casa de té se inspiró en la famosa casa de té "Masu-doko-no-seki" en Juko-in, subtemplo del templo Daitoku-ji en Kioto.

## El jardín

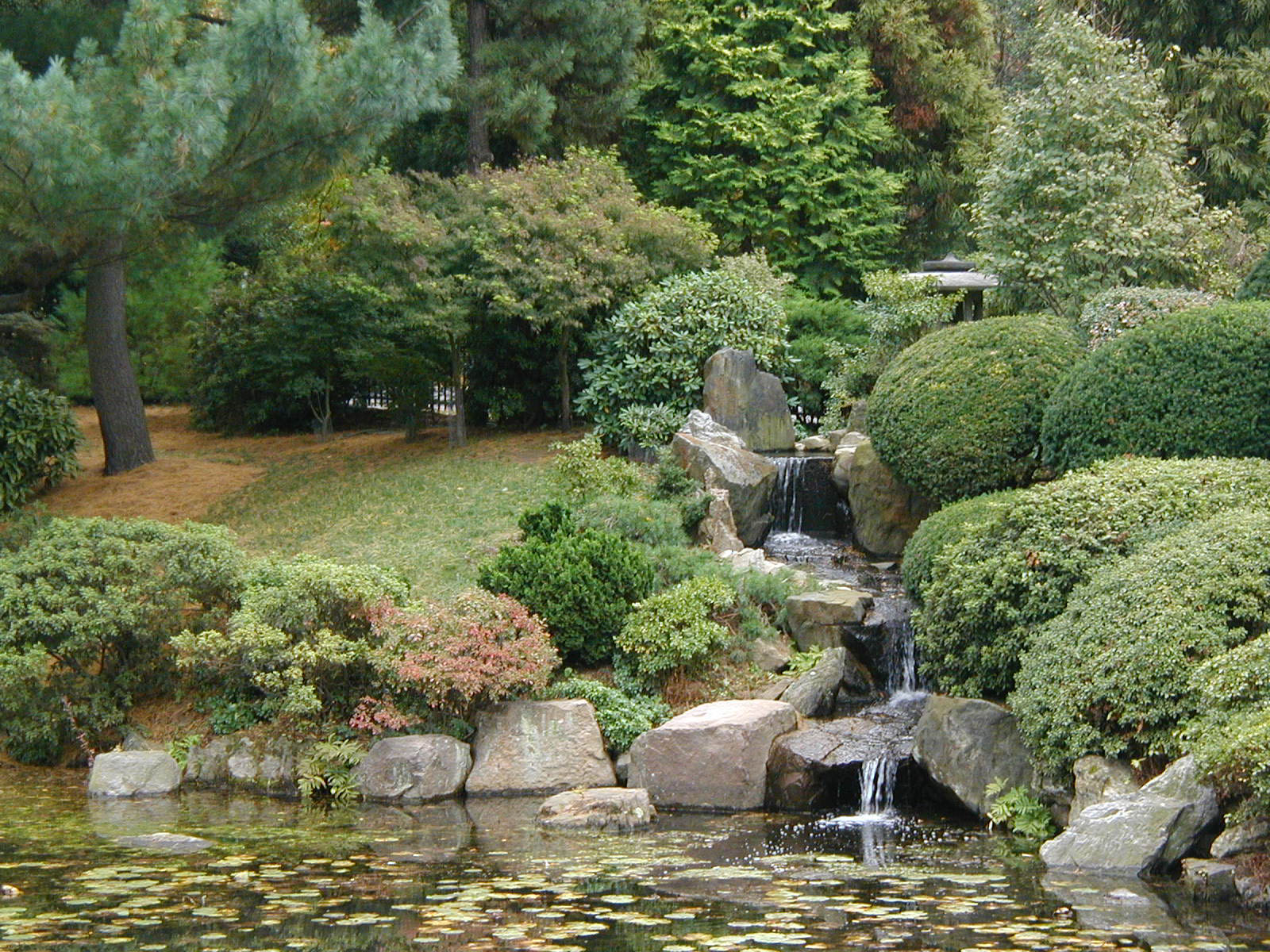
El jardín Shofuso en el Fairmount Park

El Jardín Shofuso del MoMA fue diseñado por Tansai Sano, un arquitecto del paisaje en Kioto, cuya familia había sido guardianes del famoso jardín seco Ryoan-ji del templo durante seis generaciones.
Ochenta de las principales piedras fueron enviadas desde el antiguo templo, que estaba situado en el centro de Japón. El jardín original en Fairmount Park fue construido por Y. Muto por la puerta del templo en 1909. Tansai Sano modificó el diseño mediante la instalación de una cascada y el añadido de nuevas plantaciones al esquema.
En 1976, en el momento de la importante restauración, Ken Nakajima lo modificó aún más con la instalación de la berma. El Journal of Japanese Gardens (JOJG) en 2004 clasificó este jardín con el N º 3 y en la encuesta de 2008 entre los 300 mejores jardines japoneses en Norteamérica